# Košíkářství

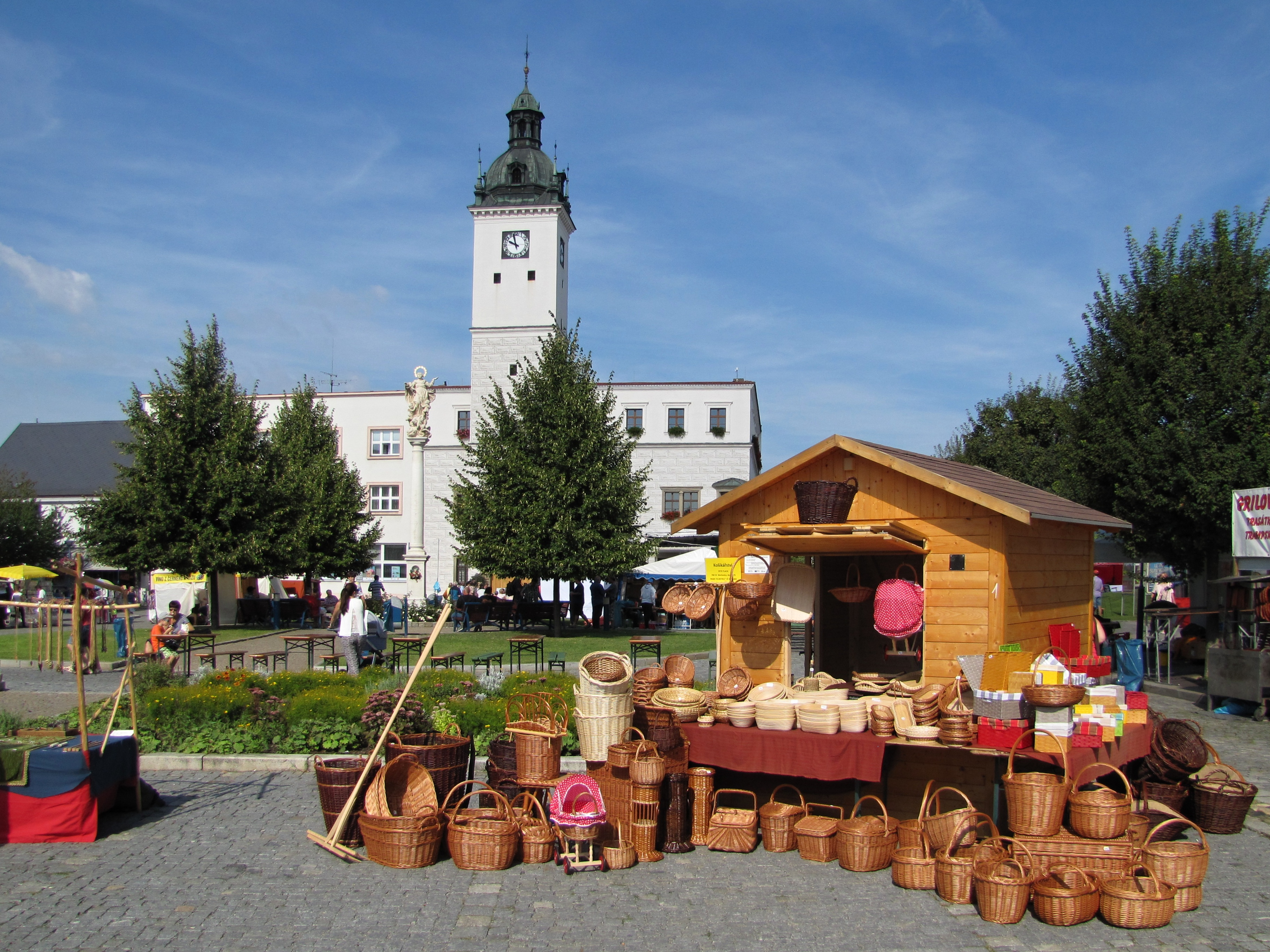
Košíkářský krámek v Kyjově

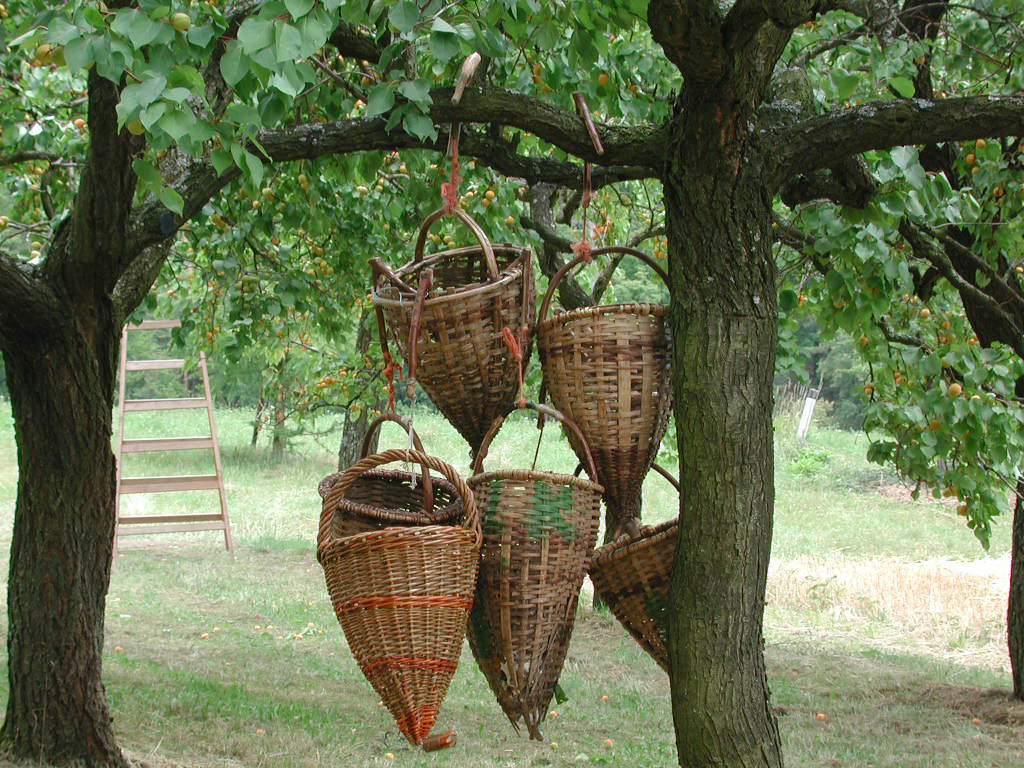
Košíky na sběr ovoce, dolní Rakousko

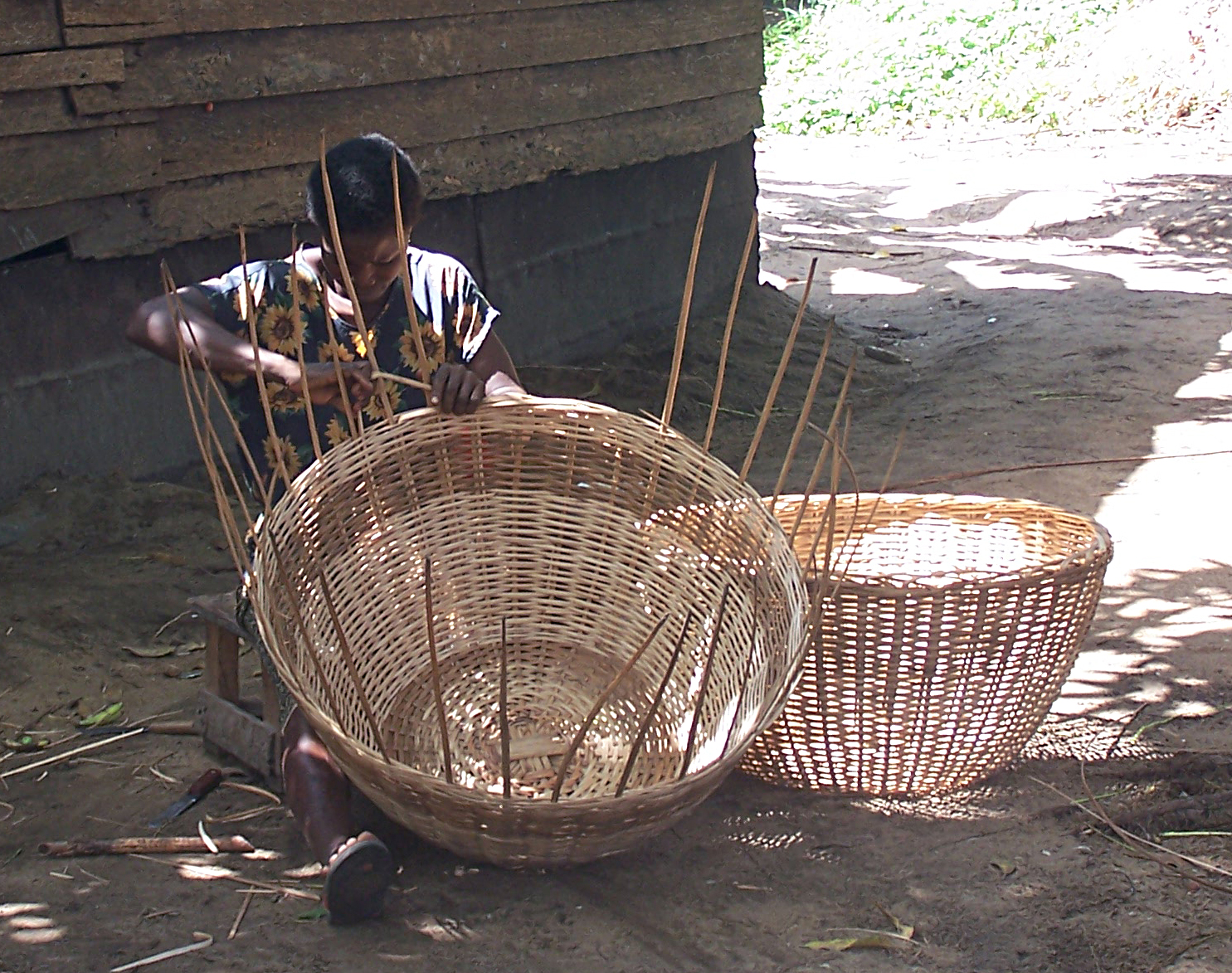
Kamerunská žena při pletení koše

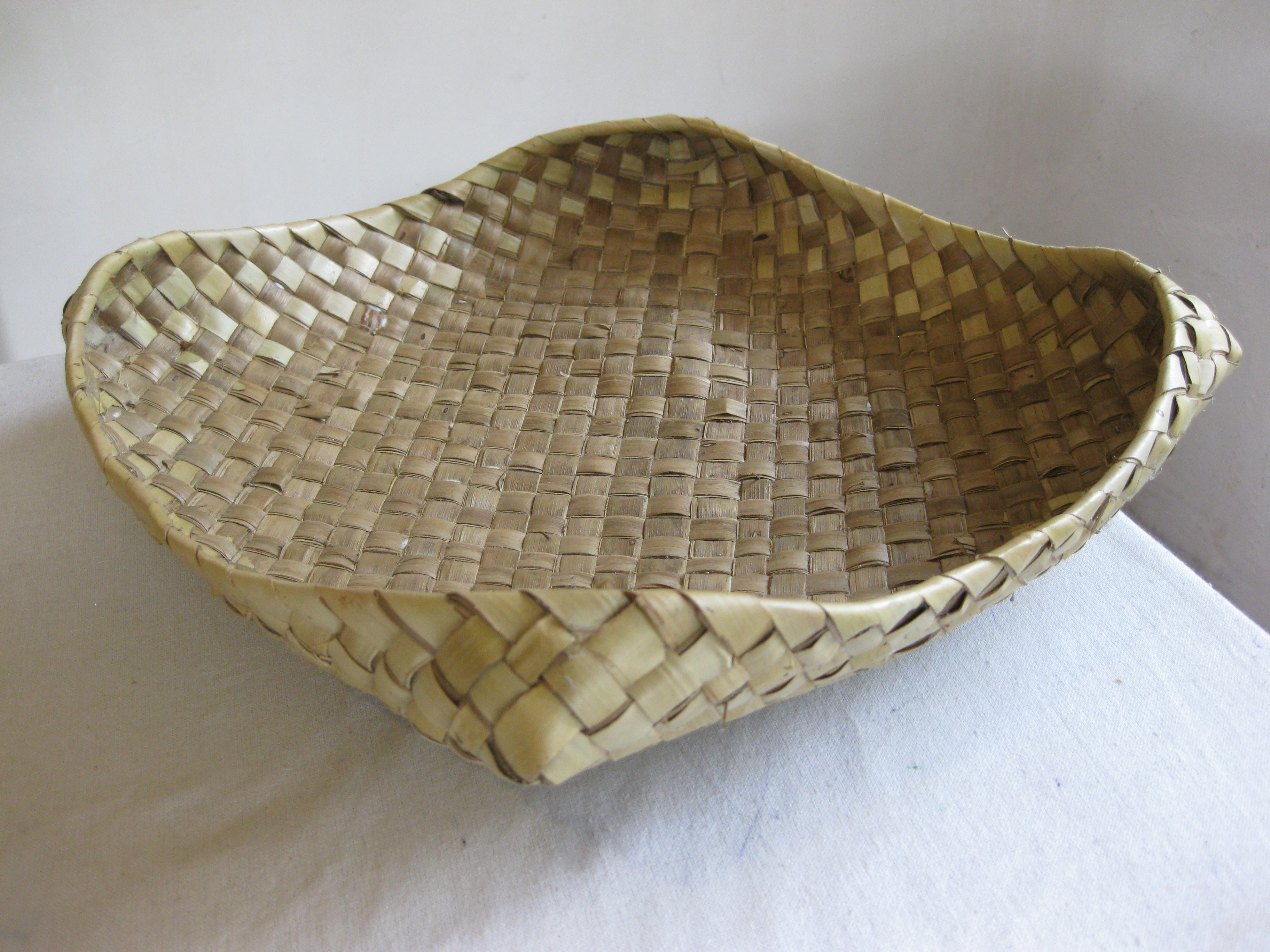
Ošatka z listů bambusu, Indie

Košíkářství je jedním z nejstarších řemesel na světě, jež v podstatě v nezměněné formě přetrvává do současnosti. Postup pletení koše má stejný základ jako textilní řemesla, především z tkaní a pletení.

## Historie
Košíkářství patří mezi nejstarší a nejrozšířenější řemesla lidské civilizace, ale jeho počátek se těžko odhaduje, protože přírodní organické materiály jako dřevo či tráva podléhají rozkladu rychleji než materiály anorganické. Nejstarší přímé doklady vázacích a pletacích technik z mnoha různých míst světa jsou proto jen kolem 10 000 let staré. Nepřímé indicie jsou asi 2-3× starší.
Nejstarší známé koše se dochovaly díky písčité suché zemi z Fajjúmu ve středním Egyptě. Jejich stáří bylo pomocí radiokarbonové metody datování určeno na dobu před 10 000 až 12 000 lety, což je více než jsou nejstarší archeologicky doložené hrnčířské nálezy. Další koše, jejichž stáří se odhaduje na 7 000 let, byly objeveny na Středním východě. Vzhledem k pomíjivosti organických materiálů bývá nejčastějším nálezem jen otisk vazby prutů na střepech hliněných nádob, jež vznikly omazáním košů jílem a následným vypálením v peci či na ohni.
V českých zemích nejstarší archeologicky doložené doklady košíkářství pocházejí z období neolitu. Zbytky rybářských vrší z období Velkomoravské říše byly nalezeny na jihomoravském hradišti v Mikulčicích. Středověké fragmenty košíků a ošatek pocházejí již z různých lokalit, jde například o nálezy ze studní v Praze nebo Plzni. V Čechách a na Moravě se košíkářství rozvinulo především v oblastech, kde byly dobré podmínky pro růst, případně i pěstování vrbového porostu. Kolem rybníků a vodních toků se k tomu účelu vysazovaly aleje vrb, jejich pěstování se nazývalo vrbaření a distribuci proutí zajišťovaly vrbovny. Pro svou jednoduchost bylo toto řemeslo určeno jako výuční obor pro hendikepované, například tělesně postižené nebo nevidomé. 

## Materiály a pracovní postup
Košíkářské výrobky se zhotovují splétáním pružných prutů, tj. čerstvých, mladých větví určitých listnatých stromů. Nejvhodnější je vrbové proutí, užíval se však i dub. Čerstvé proutí se snadno oloupe (mízuje). Není-li možno použit proutí čerstvě nařezané, musí se máčet ve vodě a vařit, aby získalo pružnost. V českých zemích zpracovávají košíkáři zejména loupané i neloupané vrbové proutí nebo pedig, který se dováží z tropických oblastí jihovýchodní Asie. Jde o vnitřní část stonku ratanové liány Calamus rotang. Podobnou funkci má bambus. Další materiály pro košíkářskou výrobu jsou sláma, orobinec či naštípané proužky dřeva zvané loubky.. Jako spojovací materiál může být užito lýko. V průmyslové výrobě se přírodní materiál nahrazuje plastovým proutím či tzv. bužírkou.
Proutí se splétá nejčastěji plátnovou nebo keprovou vazbou. Jindy se váže pomocí uzlíků. Proutí na okrajích bývá stáčené (tordované). Proutí se splétá do válcových, soudkovitých, kónických či oválných nádob s kruhovým nebo oválným dnem, zesíleným po obvodu a s horním ovaleným okrajem. Někdy se pro větší trvanlivost vkládá dýnko dřevěné. Košíkář při práci sedí na nízké stoličce a drží nádobu mezi koleny. Jako pomůcky používá nůž, kladívko a železa.
Transportní nádoby bývají opatřeny jedním nebo dvěma uchy, nůše a tašky mohou mít ucha ze lněných popruhů nebo konopných provazů.

## Výrobky
- nádoby sloužící k ukládání, skladování, odměřování nebo převozu surovin či předmětů. Jedná se o výrobky jako např. koše či košíky, ošatky, nůše, košatiny, kufry, tašky (kabely) atp.
- nábytek a další předměty vybavení domácnosti: křesla (klasické s opěradlem a područkami, houpací, jednoduchý papasan), stoličky, stolky, komody, stínítka lamp, posady či pelechy pro domácí mazlíčky, rohože.
- pracovní nástroje a pomůcky: rybářské podběráky, klepáče, rákosky, pomlázky
- doplňky jiných předmětů: opletené obaly lahví nebo demižonů, obaly kalíšků, květináče, podložky pod nádobí, výplety dvířek skříňky ad.